# خوسيه روماريو هرنانديز
خوسيه روماريو هرنانديز (بالإسبانية: José Romario Hernández)‏ هو لاعب كرة قدم مكسيكي، ولد في 14 يونيو 1994 في غوادالاخارا في المكسيك.